# Meteorit Santa Catarina
El meteorit Santa Catarina és un meteorit de tipus metàl·lic de 7 tones que va ser trobat l'any 1875 al municipi brasiler de São Francisco do Sul, a l'estat de Santa Catarina.

## Classificació
El meteorit és de tipus metàl·lic, és a dir que es tracta d'un meteorit que es compon predominantment de metall ferro-níquel i que cristal·litza a partir d'una massa fosa. Pertany al grup IAB complex, una associació de meteorits de ferro, inclosos els antics grups IAB i IIICD.

## Descripció
Consta de diverses masses degradades, la més gran de 2.557 kg, que van ser recuperades a l'illa de São Francisco do Suln al segle xix. Al principi es creia que era un mineral de níquel. El meteorit és inusual per 3 aspectes importants: és inusualment ric en níquel (~30% en percentatge de porcions no oxidades); inusualment ric en troilita; i es troba molt degradat. El que queda de l'estructura metàl·lica original és una xarxa policristal·lina complexa que consta de dues o tres varietats de metall ric en Ni i una mica de kamacita. Més de 2.500 kg del meteorit es conserven al Museu Nacional de Brasil, a Rio de Janeiro.

## Mineralogia
Al meteorit s'hi han trobat 19 espècies minerals reconegudes per l'Associació Mineralògica Internacional: akaganeïta, artsmithita, arupita, barringerita, fayalita, goethita, heazlewoodita, hematites, honessita, ferro i la seva varietat kamacita, magnetita, pentlandita, reevesita, schreibersita, sofre, taenita, tetrataenita i troilita, a més de limonita, grafit i antitaenita. A més es considera la localiat tipus d'una d'aquestes espècies: l'arupita, un fosfat de fórmula química Ni₃(PO₄)₂·8H₂O, ja que és on va ser descoberta.